# Лотал
Лота́л («Місто смерті») — місто стародавньої індійської культури (2500—1500 рр. д. н. е) розташоване у Гуджараті.
С. В. Рао під час розкопок виявив у Лоталі селище, яке дає уявлення про рівень тогочасної культури. Передусім дивують стіни з обпаленої цегли, які простоял кілька тисячоліть і залишилися майже непошкодженими. До археологічних знахідок належать частина каналізаційної системи, замурована у стіну велика глиняна посудина із золотою прикрасою, портові механізми, залишки каналу, що сполучав місто із затокою Камбей, колодязі, стіни базарного кварталу і залишки лазень. У процесі розкопок виявлено вази, глечики, печатки, написи на яких ще не розшифровані, ланцюжки, прикраси з черепашок, теракоту, фігурки для гри в шахи, дитячі іграшки з глини, інструменти і зброю.
Вчені вважають, що Лотал був великим портовим містом, а потім столицею цього району.